# امبر بارت
امبر بارت (انگلیسی: Amber Barrett؛ زادهٔ ۱۶ ژانویهٔ ۱۹۹۶) بازیکن فوتبال اهل جمهوری ایرلند است.
وی همچنین در تیم ملی فوتبال زنان جمهوری ایرلند بازی کرده‌است.